# Cerro de Pasco

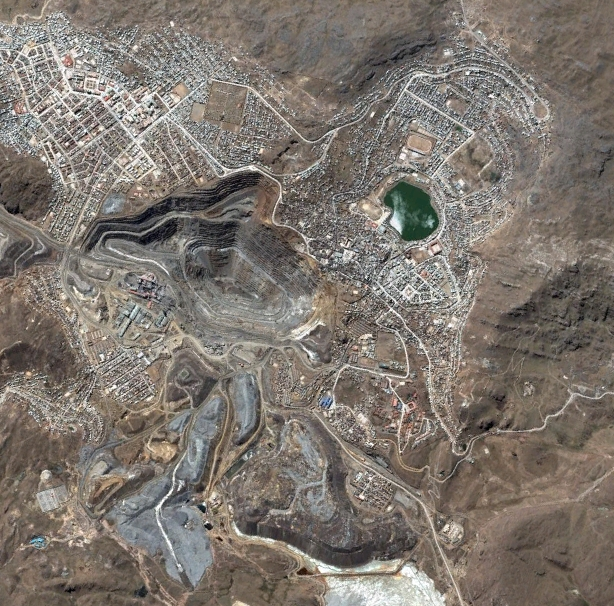
Fotografía satelital de Cerro de Pasco, 2010.

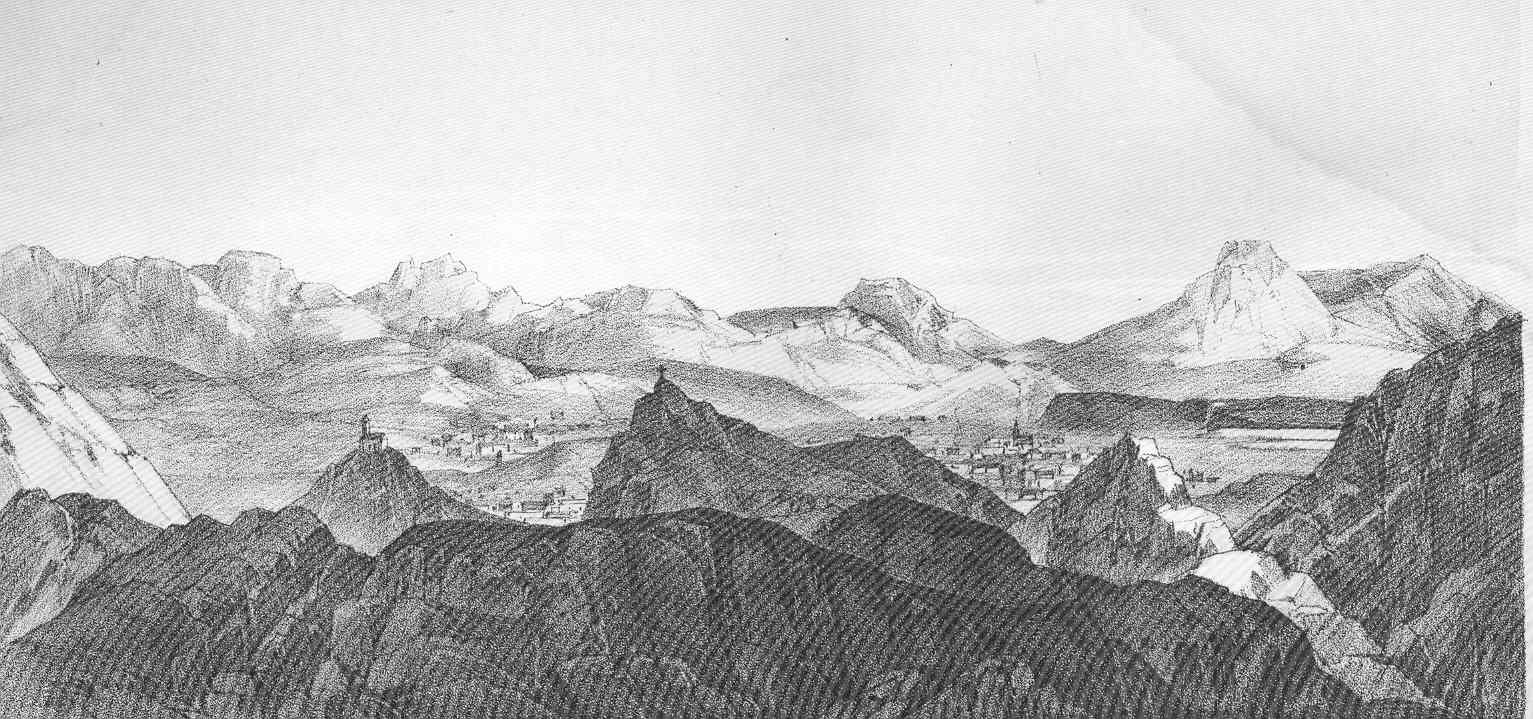
Antigua ciudad de Cerro de Pasco.

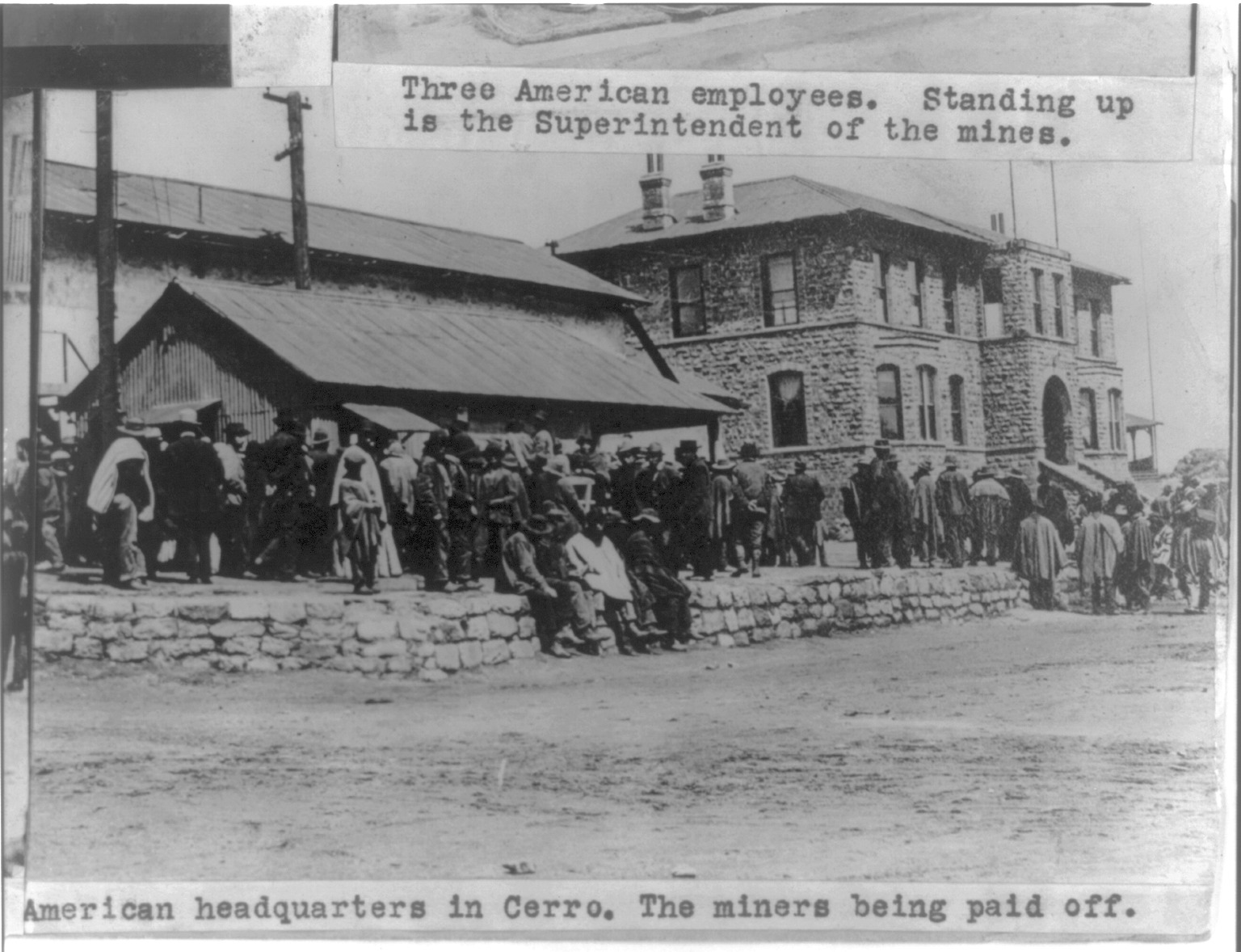
Centro de minas, Cerro de Pasco, 1914.

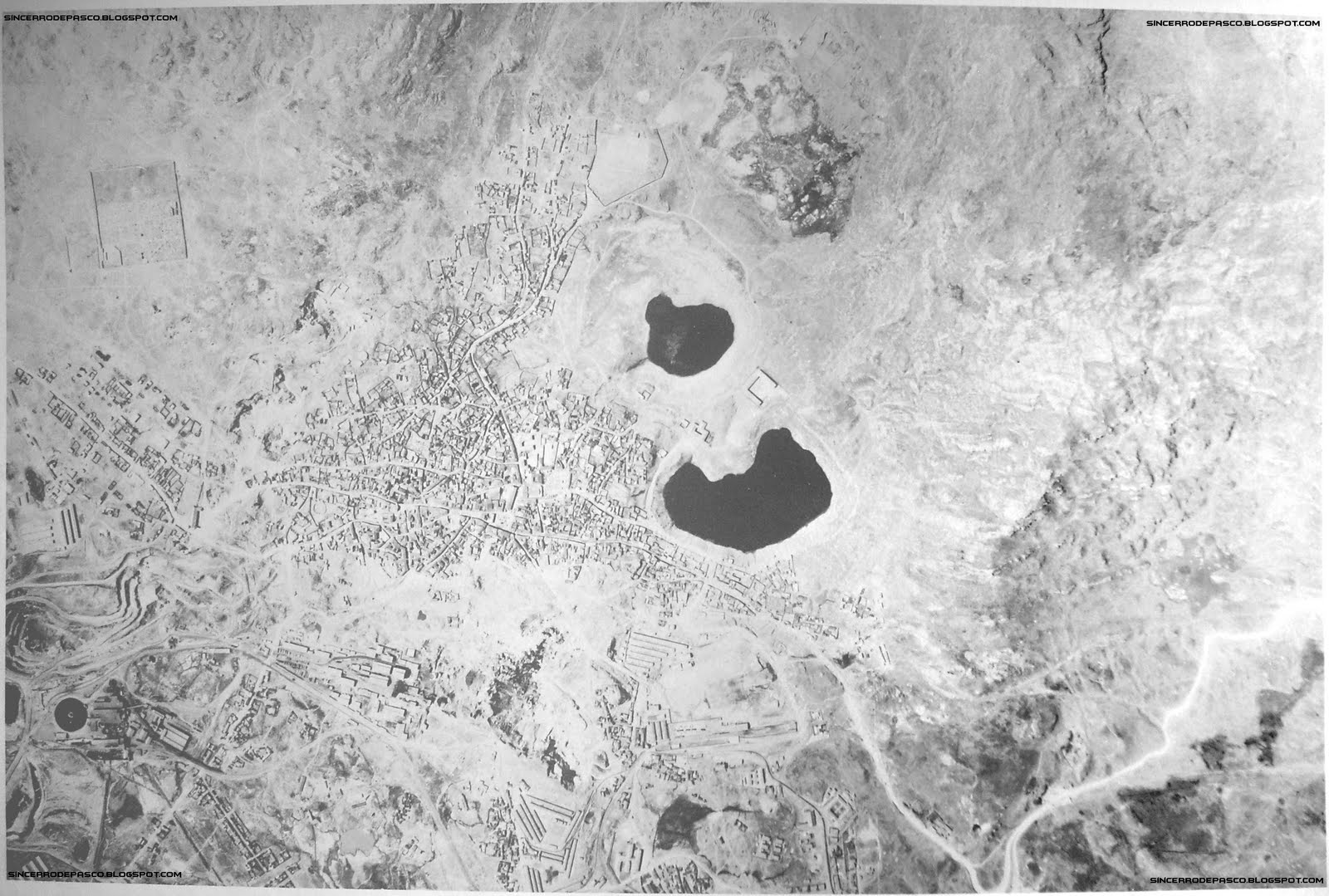
Fotografía aérea, Cerro de Pasco, 1956.

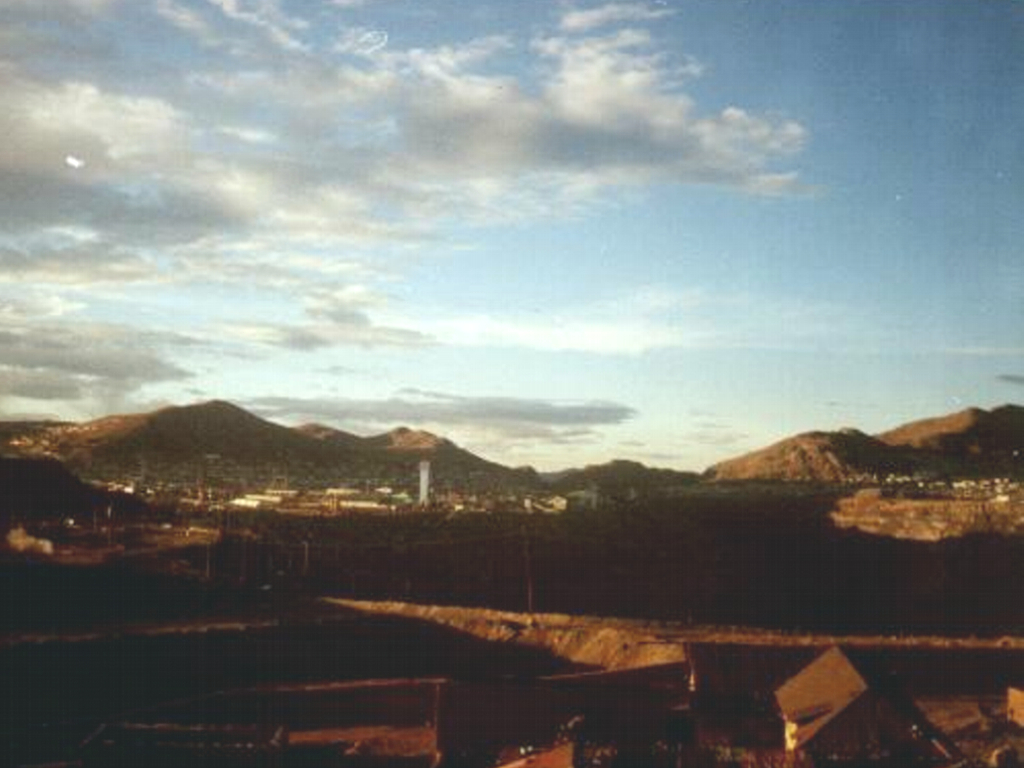
Atardecer en Cerro de Pasco.

Cerro de Pasco es una ciudad peruana, capital del distrito de Chaupimarca y a la vez de la provincia de Pasco y del departamento de Pasco. Está situada a 4330 m s. n. m., en la meseta del Bombón, altiplano de la cordillera de los Andes, en el centro del Perú. Es considerada como la «Capital minera del Perú», por sus yacimientos de plata, cobre, zinc y plomo. Tiene actualmente 61.000 habitantes según proyecciones del INEI.
La ciudad de Cerro Pasco corresponde a la zona conurbana constituida por los distritos de Chaupimarca, Yanacancha y Simón Bolívar.

## Historia
Según las crónicas coloniales, un pueblo llamado Pumpus migró de la selva hacia el departamento de Pasco, quienes enfrentaron a los incas que finalmente acabaron por integrarlos al Tahuantinsuyo.
Cerro de Pasco, como ciudad minera tiene una larga trayectoria histórica, comenzando por mineros del incanato, posteriormente por mineros de la colonia española, que extrajeron de sus entrañas oro y plata fundamentalmente, para más adelante, extraer otros minerales de manera industrial y comercial. A diferencia de otras ciudades peruanas, esta ciudad nació como un asentamiento minero a finales del siglo XVI, ya que la ciudad capital, cabeza de curato y reducción de indios fue la Villa de Pasco que fue fundada el 20 de octubre del año 1578 ubicada actualmente a 14 km.
La ciudad surgió a finales del siglo XVI gracias a la actividad económica minera con la cual inició su crecimiento por inmigración a principios del siglo XVII. Actualmente tiene una población de más de 56 959 habitantes según el XII censo de población (2007), divididos entre los distritos de Chaupimarca (25 600 habitantes), Yanacancha (25 029 habitantes) y Simón Bolívar (6 330 habitantes). La ciudad se ubica alrededor de la mina a tajo abierto más alta del mundo, que se extiende sobre 2 km y casi 400 m de profundidad, por lo que se proyecta reubicarla a causa de los problemas de contaminación sobre la población.
En 1639, durante el Gobierno del virrey Luis Fernández y Cabrera, se le envió a la Corona Española cinco millones de ducados procedentes de Cerro de Pasco, por lo que mediante Real Cédula se le otorgó el título de la «Ciudad Real de Minas» al asiento minero de San Esteban de Yauricocha.
A la fama de sus minas acudían muchos españoles interesados y entre ellos Martín Retuerto, quien trabajó en la mina Lauricocha, dando un socavón que fue el primero en el que hubo mineral. José Maíz y Arcas compró de los herederos de Retuerto la mina citada en 1740 y dirigió un socavón al mismo paraje, terminándolo en 1760. A partir de 1760, tras el descubrimiento de las vetas de plata del «Gran Túnel de Yanacancha», Cerro de Pasco multiplicó su potencial minero. La abundante riqueza que había en estos yacimientos llegó en un contexto de extrema importancia para la corona Española porque Potosí (Villa Real), otro asentamiento minero que era explotado por la Metrópoli, había entrado en bancarrota. Potosí, también situado en el Virreinato del Perú, en el territorio actual de Bolivia, que había sido hasta entonces la mayor productora de plata del mundo, pero, tras dos siglos de extenuante explotación, su abrumadora riqueza había sido exprimida definitivamente. Cerro de Pasco, la «Ciudad Real de Minas», se convirtió en el sustituto natural de Potosí y cogió su relevo como principal centro minero de la Corona Española perteneciendo a la Intendencia de Tarma.
El minero español José Maíz y Arcas fue quien descubrió la mina de plata del «Gran Túnel de Yanacancha», convirtiéndose en uno de los hombres más acaudalados de Cerro de Pasco. Tal era su riqueza que en 1764 solicitó el título de «Marqués» a la Corona Española, previo pago del mismo con barras de plata que habían salido de las entrañas de Cerro de Pasco. En 1771, el rey Carlos III otorgó a Don José Maíz y Arcas el título de «Marqués de la Real Confianza». Sin embargo, este llegó cuando el minero español ya había fallecido, lo que provocó una dramática disputa entre sus hijos varones por la legítima herencia del mismo.
Cuando se supo que los terrenos eran ricos y productivos en metales, vinieron los Salcedos desde Puno a trabajar a Yanacancha y Pariajirca; estas propiedades pasaron después a la familia Arrieta, de José Casimiro Arrieta, Minero y Antonio de Arrieta, del Oratorio San Phelipe Nieri, familia vasco española procedente de Tarma y de las más importantes en toda la Sierra Central, siendo el primero Licenciado Mathías Fernández de Arrieta casado con María Escolástica Muníz de Llanos, esta familia tarmeña se estableció en 1619 en Tarma.
El «Gran Túnel de Yanacancha», donde los Japiris (capacheros aborígenes de las alturas) sacaban la plata, bajo la atenta mirada y el control férreo de los subordinados del dueño de la mina, supuso el impulso definitivo de Cerro de Pasco como realidad urbana e industrial. Cerro de Pasco aumentó vertiginosamente en tamaño y en servicios. En 1771, el virrey Manuel Amat y Juniet concede a Cerro de Pasco el título de «Distinguida Villa del Cerro de Pasco», donde en 1833 se fundó la «Casa de la Moneda» que acuñó en plata fina los «cuatro reales de Pasco». 

### Independencia
Un 6 de diciembre de 1820 en inmediaciones del cerro Uliachín, se llevó a cabo la Batalla de Cerro de Pasco, encuentro bélico entre el ejército patriota y los realistas, donde finalmente se dio el primer grito de independencia por la Independencia del Perú.

#### Influencia estadounidense y europea
Durante el siglo veinte, los Estados Unidos contribuyó a la construcción de ferrocarriles y a la "infraestructura progresiva" andina, incluso cuando las empresas estadounidenses doradas reemplazaron a España como los extractores de recursos dominantes en Cerro de Pasco. La "colonia americana" que había surgido en el vértice de los Andes, "el techo mismo del mundo," atrajo la atención de una serie de escritores, incluido Frank G. Carpenter. Su relato de viaje de 1913 de Cerro de Pasco, publicado en una serie de publicaciones periódicas populares el año siguiente, dio vida a la comunidad andina de EE. UU. para el público lector de EE. UU. A casi doscientas millas de la costa peruana, Carpenter se había topado con un "centro industrial estadounidense," una "colonia extranjera" sostenida por el "dinero estadounidense." El cobre inicialmente cautivó a los "capitalistas estadounidenses" y lanzó un frenesí de inversión de la Edad Dorada en Cerro de Pasco.
En busca de sus vetas de plata llegaban empresarios y aventureros extranjeros: en su mayoría croatas, alemanes, ingleses e italianos. A principios del siglo XIX, había en Cerro de Pasco doce viceconsulados de países Europeos y Americanos.
Después de algunos años de abandono de la actividad minera debido a los constantes problemas de inundación, el año 1902, se forma la empresa privada Cerro de Pasco Investment Company, la que años más tarde se pasa a llamar Cerro de Pasco Cooper Corporation, esta empresa inicio la minería tajo abierto, dejando la minería subterránea en segundo lugar, más tarde, el año 1974,  esta empresa fue nacionalizada pasándose a llamar Centromin Perú S.A.C.
En septiembre de 1999 la empresa privada Compañía Minera Volcán S.A.A. compran la unidad Paragsha a Centromin Perú S.A.C. El cual explota en la actualidad (2007) plomo y zinc, habiendo heredado el problema social y ambiental de sus antecesores. En la actualidad la mina Cerro de Pasco Resources tiene un proyecto para recuperar los relaves de Quiulacocha (antigua laguna).

## Distritos
La ciudad de Cerro de Pasco esta divida en 3 distritos y tiene una Población de 70 896 habitantes al año 2020, según el INEI.
| Pos   | Distrito      | Población 2020 |
| ----- | ------------- | -------------- |
| 1     | Chaupimarca   | 26 924         |
| 2     | Yanacancha    | 31 264         |
| 3     | Simón Bolívar | 12 708         |
| Total | Total         | 70 896         |

## Geografía y ubicación

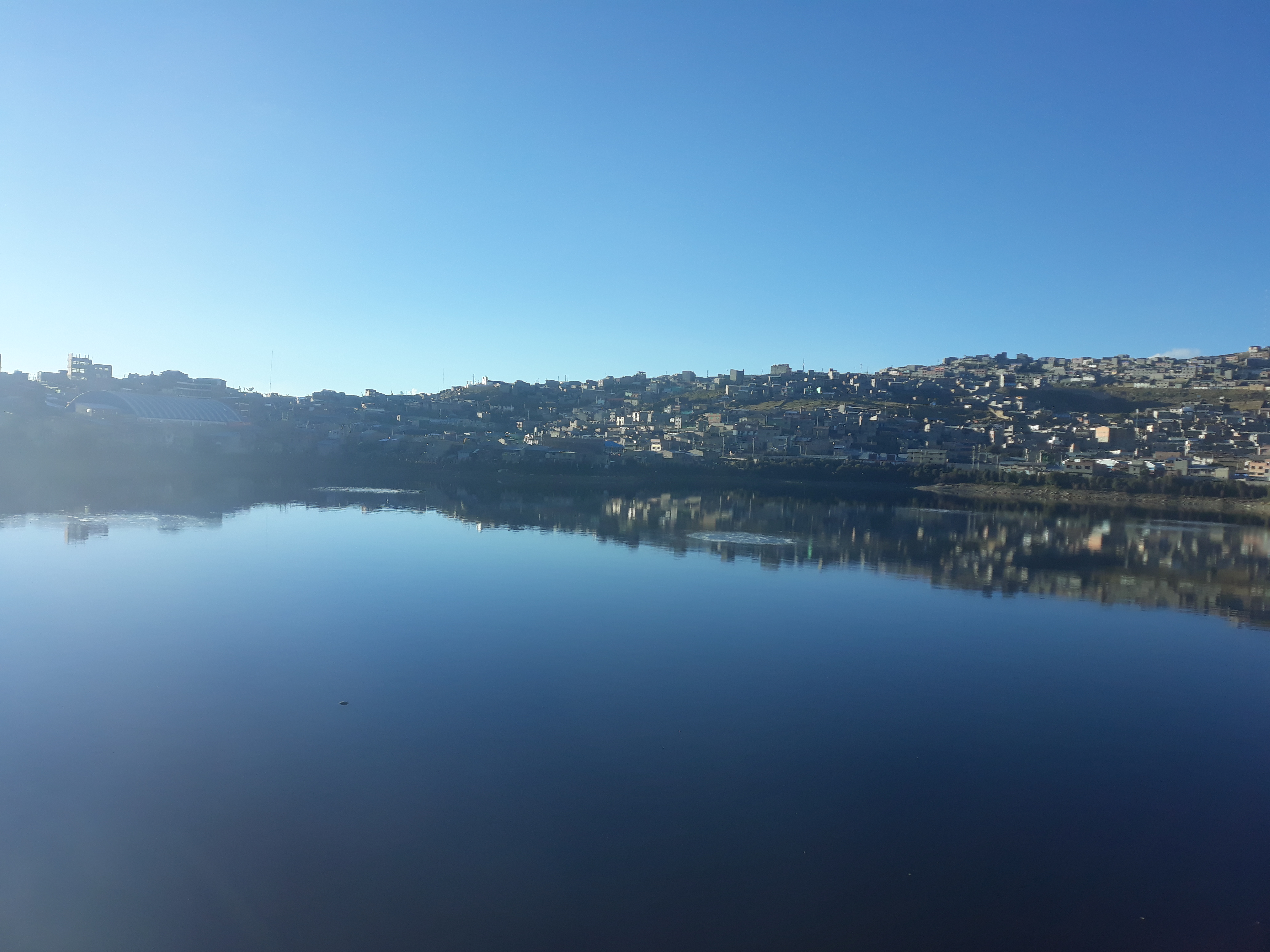
Laguna Patarcocha, Cerro de Pasco.

### Ubicación
Se ubica en región Puna, en los alrededores de la laguna Patarcocha, y en las laderas de los cerros que rodean la laguna. Se encuentra a pocos kilómetros del santuario nacional Bosque de piedras de Huayllay famoso por las misteriosas formas que le han dado el viento y el agua a los grandes macizos rocosos.

### Clima
El clima es húmedo y frío de alta montaña, con lluvias intensas, presenta una oscilación térmica leve, de apenas 3 °C. La temperatura promedio anual es de 5.9 °C, y la precipitación media ronda los 1180 mm. Se distinguen dos estaciones en el año: verano e invierno. El verano es seco, con temperaturas que oscilan entre -6 °C a 16 °C, con presencia de heladas y lluvias escasas. En el invierno las lluvias son intensas, con presencia de granizo, nevadas y tormentas eléctricas, las temperaturas fluctúan entre los 0 °C a 10 °C.
| Parámetros climáticos promedio de Cerro de Pasco | Parámetros climáticos promedio de Cerro de Pasco | Parámetros climáticos promedio de Cerro de Pasco | Parámetros climáticos promedio de Cerro de Pasco | Parámetros climáticos promedio de Cerro de Pasco | Parámetros climáticos promedio de Cerro de Pasco | Parámetros climáticos promedio de Cerro de Pasco | Parámetros climáticos promedio de Cerro de Pasco | Parámetros climáticos promedio de Cerro de Pasco | Parámetros climáticos promedio de Cerro de Pasco | Parámetros climáticos promedio de Cerro de Pasco | Parámetros climáticos promedio de Cerro de Pasco | Parámetros climáticos promedio de Cerro de Pasco | Parámetros climáticos promedio de Cerro de Pasco |
| Mes                                              | Ene.                                             | Feb.                                             | Mar.                                             | Abr.                                             | May.                                             | Jun.                                             | Jul.                                             | Ago.                                             | Sep.                                             | Oct.                                             | Nov.                                             | Dic.                                             | Anual                                            |
| ------------------------------------------------ | ------------------------------------------------ | ------------------------------------------------ | ------------------------------------------------ | ------------------------------------------------ | ------------------------------------------------ | ------------------------------------------------ | ------------------------------------------------ | ------------------------------------------------ | ------------------------------------------------ | ------------------------------------------------ | ------------------------------------------------ | ------------------------------------------------ | ------------------------------------------------ |
| Temp. máx. abs. (°C)                             | 26.5                                             | 25.7                                             | 20.5                                             | 18.6                                             | 18.9                                             | 20.6                                             | 24.6                                             | 26.7                                             | 28.7                                             | 30.2                                             | 31.0                                             | 28.4                                             | 31                                               |
| Temp. máx. media (°C)                            | 12                                               | 11                                               | 11.5                                             | 12.9                                             | 12.3                                             | 12.7                                             | 12.6                                             | 13                                               | 12.1                                             | 12.4                                             | 12.6                                             | 12.9                                             | 12.3                                             |
| Temp. media (°C)                                 | 6.3                                              | 5.95                                             | 6.1                                              | 6.3                                              | 5.15                                             | 4.3                                              | 4.05                                             | 4.85                                             | 5.15                                             | 5.8                                              | 6                                                | 6.35                                             | 5.5                                              |
| Temp. mín. media (°C)                            | 0.6                                              | 0.9                                              | 0.8                                              | −0.3                                             | −2                                               | −4.1                                             | −4.5                                             | −3.3                                             | −1.8                                             | −0.8                                             | −0.6                                             | −0.2                                             | −1.3                                             |
| Temp. mín. abs. (°C)                             | −7                                               | −6                                               | −7                                               | −9.2                                             | −13.3                                            | −17.7                                            | −20.2                                            | −18                                              | −13                                              | −10                                              | −9.5                                             | −9                                               | −20.2                                            |
| Precipitación total (mm)                         | 160.2                                            | 165                                              | 190.1                                            | 80                                               | 77                                               | 18                                               | 13                                               | 45                                               | 69.3                                             | 108                                              | 111.1                                            | 146                                              | 1182.7                                           |
| Días de precipitaciones (≥ )                     | 20                                               | 21                                               | 23                                               | 15                                               | 14                                               | 7                                                | 4                                                | 8                                                | 12                                               | 18                                               | 18                                               | 19                                               | 179                                              |
| Días de nevadas (≥ 1 mm)                         | 1                                                | 1                                                | 0                                                | 0                                                | 0                                                | 4                                                | 3                                                | 5                                                | 0                                                | 0                                                | 0                                                | 1                                                | 15                                               |
| Humedad relativa (%)                             | 82                                               | 84                                               | 83                                               | 81                                               | 77                                               | 74                                               | 73                                               | 73                                               | 76                                               | 77                                               | 78                                               | 80                                               | 78.2                                             |
| Fuente: SENAMHI                                  |                                                  |                                                  |                                                  |                                                  |                                                  |                                                  |                                                  |                                                  |                                                  |                                                  |                                                  |                                                  |                                                  |

## Turismo
Cerro de Pasco está ubicada alrededor de un tajo abierto de dimensiones de algo más de 2 km de largo por 1 km de ancho y que cuenta aún con hermosas casas de diferentes estilos de Europa como la de los Balcanes, islas británicas, Italia, España, Francia entre otras, y si solo esto no se considera como turístico se puede nombrar el aspecto geofísico que lo rodea. Gracias a su ubicación estratégica es un punto de partida turístico desconocido para el turismo de alta montaña. La ciudad está relativamente cerca de dos nevados de atractivo mundial como son el Huaguruncho a una altitud de 5730 m s. n. m., ubicado al norte de Cerro de Pasco a una distancia aproximada de 80 km y la cordillera del Huayhuash ubicado al oeste de Cerro de Pasco a una distancia de entre 70 y 80 km de distancia, con sus picos como el Yerupaja con una altura de 6635 m s. n. m., siendo el más alto del Perú después del Huascarán, el Rasac con una altura de 6017 m s. n. m., el Siula Grande con una altura de 6344 m s. n. m., el Siula Chico con una altura de 6260 m s. n. m.[cita requerida]
El senderismo en este lugar, según los especialistas del mundo, supera al del Himalaya por su belleza y que todo el recorrido es sobre los 4300 m s. n. m. A pesar de que el Huayhuash pertenece al departamento de Áncash en mayor extensión y en menor proporción al departamento de Huánuco las capitales de estos dos departamentos no están más cerca que la capital del departamento de Pasco, Cerro de Pasco. Muchas excursiones extranjeras se dan lugar en esta zona y un «campamento base» apropiado, es decir un punto de partida para visitar este bello lugar, por las razones expuestas sería esta ciudad ubicada a una altitud de 4380 m s. n. m. Dentro del mismo entorno de la misma nueva ciudad de San Juan a 1,5 km de distancia de la antigua ciudad Chaupimarca donde está ubicada la capital de departamento se han identificado dos zonas con características para desarrollar el downhill con vista a toda la ciudad.[cita requerida]
Laguna Patarcocha:
La Laguna Patarcocha se ubica al centro de la ciudad, actualmente presenta un grave problema de contaminación ocasionado por factores antrópicos e industriales, sin embargo, aun es el lugar de llegada de algunas aves. 

## Infraestructura

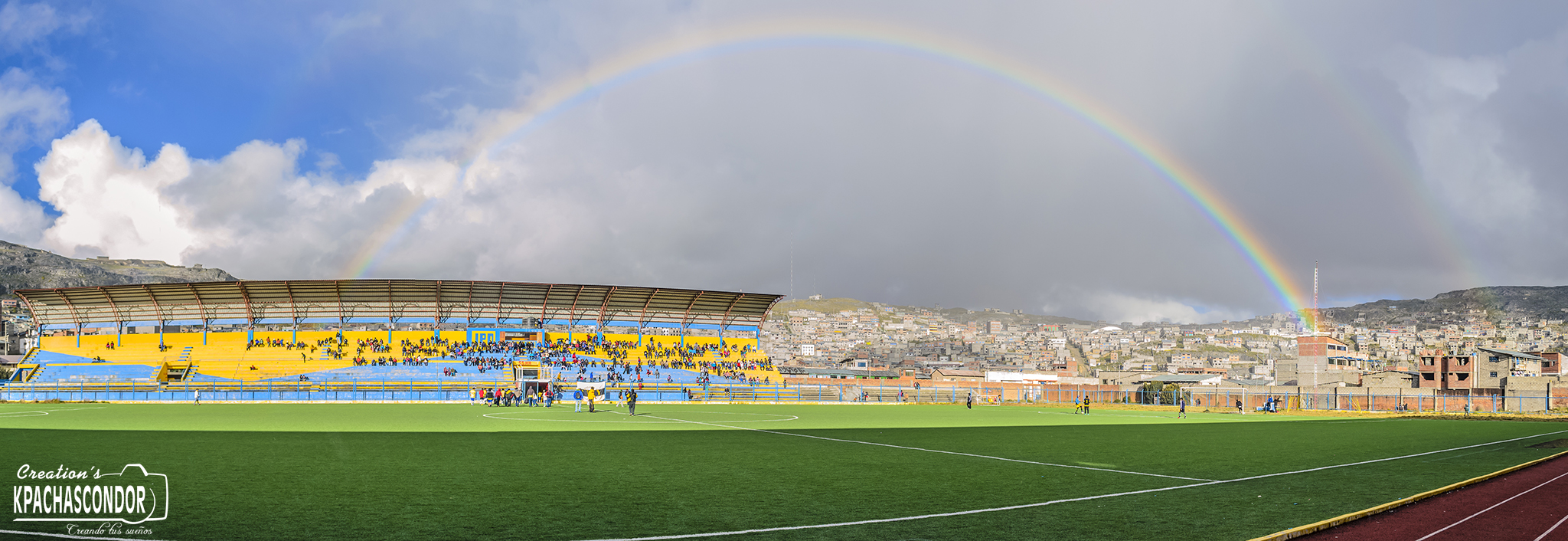
Estadio de fútbol.

### Hospitales
Existen dos hospitales que cuentan con una unidad de cuidados intensivos:
- Hospital Regional Dr. Daniel Alcides Carrión (Nivel II-1) del Ministerio de Salud del Perú.
- Hospital del Seguro Social del Perú EsSalud (Nivel II).

### Postas
En la ciudad de Cerro de Pasco existen varias postas médicas, una que pertenece a ESSALUD y otras que son particulares.
- Posta médica Virgen del Carmen
- Posta médica Virgen del Rosario
- Posta médica Tupac Amaru
- Posta médica Daniel Alcides Carrión
- Centro de salud de Uliachín

### Universidades

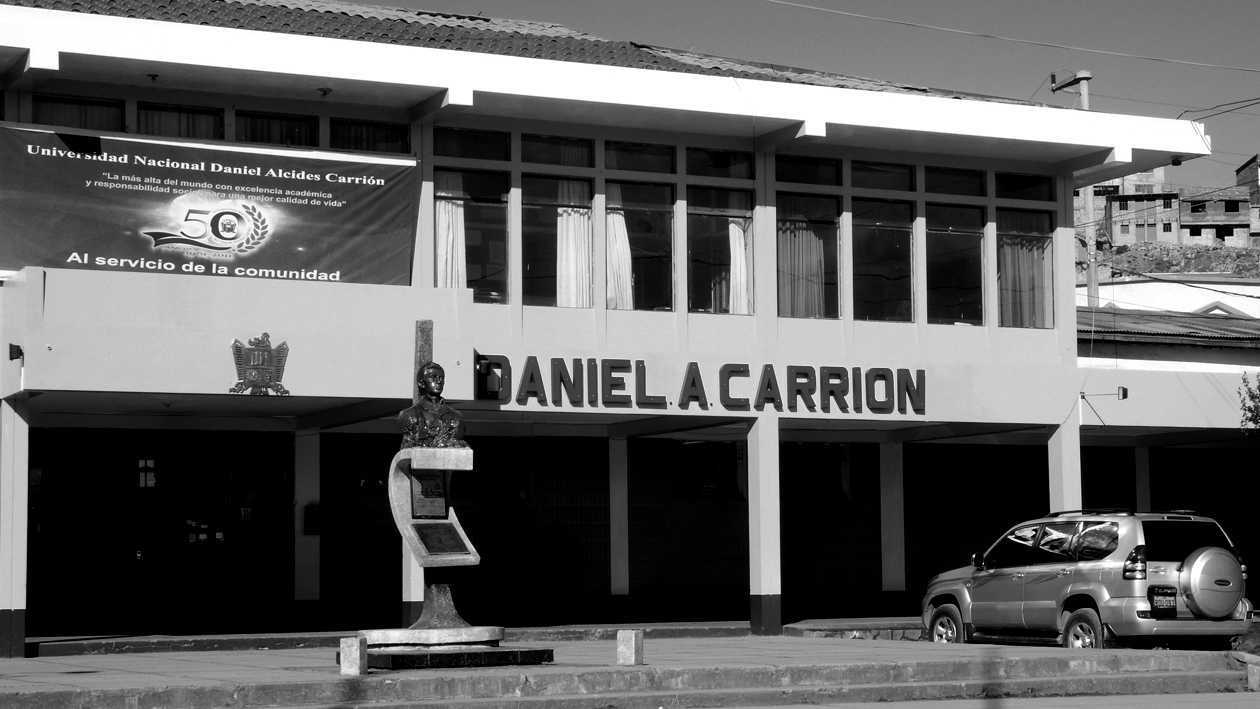
Sede de la Universidad Nacional Daniel Alcides Carrión

- Universidad Nacional Daniel Alcides Carrión

### Institutos de Educación Superior
- Instituto de Educación Superior Tecnológico Privado "Andrés Avelino Cáceres Dorregaray" - 32 años de servicio a la comunidad Pasqueña - Jr. Leoncio Prado N.º 225 - Chaupimarca

### Congregaciones religiosas
- Carmelitas Misioneras de Santa Teresa: Fundada en la Ciudad de México en 2020, tiene tres religiosas en Cerro de Pasco.

## Deportes

### Fútbol
Al igual que el resto del país, el deporte más practicado en Cerro de Pasco es el fútbol. El equipo más tradicional de la ciudad es el Unión Minas, el mismo que actualmente compite en la Copa Perú y que estuvo más de 10 diez años en la Primera División del Fútbol Peruano. Otro equipo reconocido en estos últimos años es el Ecosem Pasco, que llegó dos veces consecutivas a cuartos de final en la Copa Perú.[cita requerida]
| Clubes de Fútbol |                       |                                |           |
| Equipo           | Fundación             | Estadio                        | Liga      |
| Unión Minas      | 23 de abril de 1974   | Estadio Daniel Alcides Carrión | Copa Perú |
| Ecosem Pasco     | 25 de febrero de 2022 | Estadio Daniel Alcides Carrión | Liga 3    |

### Otros deportes
Cerro de Pasco se caracteriza por su gran número de fondistas (atletas de carreras de fondo como maratón, media-maratón) habiendo tenido varios atletas campeones nacionales tanto hombres y mujeres, como Wilmer Atachagua, John Atachagua y Hortencia Arzapalo.
Anualmente, se realiza la Maratón Internacional Meseta del Bombón, esta competencia de 42 kilómetros, catalogada como la más alta del mundo por encima de los 4300 metros sobre el nivel del mar, une las regiones de Junín y Pasco, con la partida en el distrito de Carhuamayo y la llegada en el estadio Daniel Alcides Carrión. Esta competencia es el evento deportivo más importante que se lleva a cabo en la ciudad, y tiene como imagen a la recordada María Victoria Rivera Bustamante “la abuelita o tía maracuyá” quien con más de 100 años corrió esta maratón.

## Ciudades hermanas
- Huánuco, Perú
- Pucallpa, Perú
- Lima, Perú